# Saint-Christophe-sur-le-Nais
Saint-Christophe-sur-le-Nais – miejscowość i gmina we Francji, w Regionie Centralnym, w departamencie Indre i Loara.
Według danych na rok 1990 gminę zamieszkiwało 925 osób, a gęstość zaludnienia wynosiła 51 osób/km² (wśród 1842 gmin Regionu Centralnego Saint-Christophe-sur-le-Nais plasuje się na 428. miejscu pod względem liczby ludności, natomiast pod względem powierzchni na miejscu 739.).